# ناوالنی (فیلم)
ناوالنی یک فیلم مستند آمریکایی محصول سال ۲۰۲۲ به کارگردانی دانیل روهر است. این فیلم در رابطه با آلکسی ناوالنی رهبر مخالفان ولادیمیر پوتین در روسیه و وقایع مربوط به مسمومیت اوست. این فیلم توسط اچ‌بی‌او مکس و سی‌ان‌ان فیلمز تهیه شده‌است. این فیلم در ۲۵ ژانویهٔ ۲۰۲۲ در جشنوارهٔ فیلم ساندنس اکران شد و مورد تحسین منتقدان و تماشاگران قرار گرفت و جایزهٔ تماشاگران در مسابقهٔ مستند ایالات متحده و جایزهٔ برگزیدهٔ جشنواره را از آن خود کرد. همچنین برندهٔ جایزهٔ بهترین مستند بلند در نود و پنجمین دورهٔ جوایز اسکار، برندهٔ جایزهٔ بهترین مستند سیاسی در هفتمین جوایز مستند منتخب منتقدان و بهترین مستند در هفتاد و ششمین مراسم اهدای جوایز بفتا شد.

## خلاصهٔ داستان
این فیلم دربارهٔ وقایع مربوط به مسمومیت الکسی ناوالنی رهبر فقید مخالفان روسیه و تحقیقات بعدی در مورد مسمومیت او است. در ۲۰ اوت ۲۰۲۰، ناوالنی با یک عامل اعصاب نوویچوک مسموم شد. وی حین پرواز از تومسک به مسکو دچار مشکل شدید بدنی شد و پس از فرود اضطراری هواپیما، در شرایط وخیم در بیمارستان بستری شد. ناوالنی پس از فرود اضطراری در امسک به بیمارستانی منتقل شد و به کما رفت. دو روز بعد، او را به بیمارستان شاریته در برلین، آلمان منتقل کردند. استفاده از عامل اعصاب توسط پنج آزمایشگاه مورد تأیید سازمان منع سلاح‌های شیمیایی (OPCW) تأیید شده‌است. ناوالنی رئیس‌جمهور روسیه ولادیمیر پوتین را مسئول مسمومیت خود دانست اما کرملین بارها دست داشتن در این ماجرا را رد کرده‌است.
این فیلم نشان می‌دهد که چگونه کریستو گروزف، روزنامه‌نگار Bellingcat و ماریا پوچیخ، بازپرس ارشد بنیاد مبارزه با فساد ناوالنی، جزئیات طرحی را فاش می‌کنند که نشان‌دهندهٔ دخالت پوتین در این ماجرا است.
کارگردانِ این فیلم، اثر خود را «داستان یک مرد و مبارزهٔ او با یک رژیم استبدادی» توصیف کرده‌است.

## تولید
ساخت این پروژه نخستین بار در ۱۳ ژانویهٔ ۲۰۲۱ اعلام عمومی شد. این فیلم توسط مستندساز کانادایی دانیل روهر کارگردانی شد که در ابتدا قصد داشت فیلمی دربارهٔ یکی از تحقیقات کریستو گروزف بسازد. فیلمبرداری اندکی پس از خروج ناوالنی از کما آغاز شد و تا زمان دستگیری او در ژانویهٔ ۲۰۲۱ ادامه یافت: به گفتهٔ شخصیت اصلی فیلم، گروه فیلمبرداری حتی در کنترل مرزی فرودگاه در کنار او بوده‌اند.
این پروژه توسط HBO Max و CNN Films با مشارکت Fishbowl Films, RaeFilm Studios و Cottage M تهیه شده‌است.

## پخش
این فیلم نخستین بار در ۲۵ ژانویهٔ ۲۰۲۲ در جشنوارهٔ فیلم ساندنس به‌عنوان آخرین عنوان در بخش مسابقهٔ مستند ایالات متحده به نمایش درآمد و در آنجا جایزهٔ برگزیدهٔ جشنواره و جایزهٔ تماشاگران برای مسابقهٔ مستند ایالات متحده را از آن خود کرد. در مارس ۲۰۲۲، کمپانی برادران وارنر حقوق پخش فیلم را در ایالات متحده به‌دست‌آورد.
این فیلم در ۲۴ آوریل ۲۰۲۲ از سی‌ان‌ان در ایالات متحده و همچنین در پلتفرم پخش سی‌ان‌ان+ پخش شد.
فیلم بعداً در ۲۵ مارس ۲۰۲۲ و در ۱۶ فوریهٔ ۲۰۲۴ در بی‌بی‌سی دو نمایش داده شد.

## جوایز و نامزدی‌ها
| مراسم                          | تاریخ برگزاری  | رشته                                                                            | برنده(ها)                                               | نتیجه         | منابع         |
| ------------------------------ | -------------- | ------------------------------------------------------------------------------- | ------------------------------------------------------- | ------------- | ------------- |
| جشنوارهٔ فیلم ساندنس            | ۳۰ ژانویهٔ ۲۰۲۲ | جایزهٔ تماشاگران:مستند ایالات متحده                                              | ناوالنی                                                 | برنده         | [ ۱۹ ]        |
| جشنوارهٔ فیلم ساندنس            | ۳۰ ژانویهٔ ۲۰۲۲ | جایزهٔ برگزیدهٔ جشنواره                                                           | ناوالنی                                                 | برنده         | [ ۱۹ ]        |
| جوایز مستند منتخب منتقدان      | ۱۳ نوامبر ۲۰۲۲ | بهترین فیلم مستند                                                               | ناوالنی                                                 | نامزدشده      | [ ۲۰ ] [ ۲۱ ] |
| جوایز مستند منتخب منتقدان      | ۱۳ نوامبر ۲۰۲۲ | بهترین مستند سیاسی                                                              | ناوالنی                                                 | برنده         | [ ۲۰ ] [ ۲۱ ] |
| جوایز مستند منتخب منتقدان      | ۱۳ نوامبر ۲۰۲۲ | بهترین کارگردان                                                                 | دانیل روهر                                              | نامزدشده      | [ ۲۰ ] [ ۲۱ ] |
| جوایز مستند منتخب منتقدان      | ۱۳ نوامبر ۲۰۲۲ | بهترین عنوان                                                                    | ماریوس دوریس و مت رابرتسون                              | نامزدشده      | [ ۲۰ ] [ ۲۱ ] |
| جوایز مستند منتخب منتقدان      | ۱۳ نوامبر ۲۰۲۲ | بهترین ویرایش                                                                   | لانگدون پیج و ماریا دیزی هاوک                           | نامزدشده      | [ ۲۰ ] [ ۲۱ ] |
| انجمن منتقدان فیلم سن دیگو     | ۶ ژانویهٔ ۲۰۲۳  | بهترین مستند                                                                    | ناوالنی                                                 | نامزدشده      | [ ۲۲ ]        |
| حلقهٔ منتقدان فیلم سان‌فرانسیسکو | ۹ ژانویهٔ ۲۰۲۳  | بهترین فیلم مستند                                                               | ناوالنی                                                 | نامزدشده      | [ ۲۳ ]        |
| Cinema Eye Honors              | ۱۲ ژانویهٔ ۲۰۲۳ | عنوان برجستهٔ غیرداستانی دانیل روهر، اودسا را، دایان بکر، ملانی میلر و شِین بوریس | نامزدشده                                                | [ ۲۴ ] [ ۲۵ ] |               |
| Cinema Eye Honors              | ۱۲ ژانویهٔ ۲۰۲۳ | تولید برجسته اودسا را، دایان بکر، ملانی میلر و شِین بوریس                        | برنده                                                   | [ ۲۴ ] [ ۲۵ ] |               |
| Cinema Eye Honors              | ۱۲ ژانویهٔ ۲۰۲۳ | جایزهٔ برگزیدهٔ مخاطب                                                             | ناوالنی                                                 | [ ۲۴ ] [ ۲۵ ] | برنده         |
| Cinema Eye Honors              | ۱۲ ژانویهٔ ۲۰۲۳ | فراموش‌نشدنی‌ها                                                                   | آلکسی ناوالنی                                           | [ ۲۴ ] [ ۲۵ ] | برنده         |
| انجمن منتقدان فیلم جورجیا      | ۱۳ ژانویهٔ ۲۰۲۳ | بهترین فیلم مستند                                                               | ناوالنی                                                 | نامزدشده      | [ ۲۶ ]        |
| انجمن منتقدان فیلم سیاتل       | ۱۷ ژانویهٔ ۲۰۲۳ | بهترین فیلم مستند                                                               | ناوالنی                                                 | نامزدشده      | [ ۲۷ ]        |
| جامعهٔ منتقدان فیلم هیوستون     | ۱۸ فوریهٔ ۲۰۲۳  | بهترین فیلم مستند                                                               | ناوالنی                                                 | نامزدشده      | [ ۲۸ ]        |
| جوایز انجمن کارگردانان آمریکا  | ۱۸ فوریهٔ ۲۰۲۳  | دستاوردهای برجستهٔ کارگردانی در مستند                                            | دانیل روهر                                              | نامزدشده      | [ ۲۹ ]        |
| جوایز فیلم بفتا                | ۱۹ فوریهٔ ۲۰۲۳  | بهترین مستند دانیل روهر، دایان بکر، شِین بوریس، ملانی میلر، اودسا را             | برنده                                                   | [ ۳۰ ]        |               |
| جوایز سینما برای صلح           | ۲۴ فوریهٔ ۲۰۲۳  | جایزه برای عدالت                                                                | ناوالنی                                                 | برنده         | [ ۳۱ ]        |
| جوایز انجمن تهیه‌کنندگان آمریکا | ۲۵ فوریهٔ ۲۰۲۳  | تهیه‌کنندهٔ برجستهٔ فیلم‌های مستند                                                  | اودسا را، دایان بکر، ملانی میلر، و شِین بوریس            | برنده         | [ ۳۲ ] [ ۳۳ ] |
| جوایز اسکار                    | ۱۲ مارس ۲۰۲۳   | بهترین فیلم مستند                                                               | دانیل روهر، اودسا را، دایان بکر، ملانی میلر و شِین بوریس |               |               |